# 北海道札幌稲穂高等支援学校
北海道札幌稲穂高等支援学校（ほっかいどうさっぽろいなほこうとうしえんがっこう）は、北海道札幌市手稲区稲穂4条7丁目にある道立の特別支援学校。

## 校歌・校章
- 校歌の作者 作詞：坪井克彦 作曲：中村純樹
- 校章は、稲穂地区の地名の由来となった稲の穂や当校の校訓などの意味が込められている。校章のデザインは、2010年度の北海道札幌厚別高等学校芸術類型美術コース担当職員2名・2年生40名と、当校の開校準備室スタッフとのコラボレーションによって制作された。

## 沿革
2011年（平成23年）
- 4月15日 第1回入学式（47名入学）
- 6月18日 開校式

2012年（平成24年）
- 3月19日 校舎増築棟完成

## 学科
現在の学科
- 生産技術科
- 木工科
- 環境・流通サポート科
- 家庭総合科

廃止した学科
- 生活技術科

生産技術科に改称。
- 生活家庭科

家庭総合科に改称。
- 福祉サービス科

介護学習は廃止したが、接客学習は家庭総合科に移動。

## 交通
- JR北海道 函館本線 星置駅 徒歩約10分
- JR北海道バス（57系統、宮57、宮59、宮65、手65） 手稲鉱山通停留所 徒歩約4分